# Marion Fromberger
Marion Fromberger (* 8. Oktober 2000) ist eine deutsche Mountainbikerin aus Bad Griesbach, die im Cross-Country im Eliminator und Short Track aktiv ist.

## Sportlicher Werdegang
Ihre Karriere im Mountainbikesport begann Fromberger im olympischen Cross-Country. Als Zweite der Deutschen Meisterschaften 2018 im Cross-Country Eliminator XCE qualifizierte sie sich für die Urban-Cycling-Weltmeisterschaften in Chengdu und gewann dort überraschend die Bronzemedaille.
Seitdem konzentriert sich Fromberger auf die Kurzstrecken. In der Saison 2019 gewann sie das Weltcup-Rennen in Barcelona und wurde Dritte der Weltcup-Gesamtwertung. Es folgten in den Jahren 2020 und 2021 weitere Podiumsplatzierungen im Weltcup sowie bei den im Rahmenprogramm ausgetragenen Rennen im Short Track XCC, 2021 wurde sie Zweite der Weltcup-Gesamtwertung.
Bei den Mountainbike-Europameisterschaften 2020 gewann Fromberger ihre zweite Medaille bei internationalen Meisterschaften. Nachdem sie im Eliminator-Weltcup 2020 und 2021 mehrfach auf dem Podium stand, konnte sie in der Saison 2022 die Rennen in Palangka Raya und Leh-Ladakh für sich entscheiden. Mit vier weiteren Podiumsplatzierungen beendete sie die Saison auf dem zweiten Platz der Gesamtwertung, obwohl sie nach einem Sturz im Training bei den letzten beiden Saisonrennen nicht an den Start gehen konnte. 
In die Saison 2023 startete Fromberger in Hausach mit dem erstmaligen Sieg bei den Deutschen Meisterschaften im Eliminator, welche nach einer langen COVID-Pause endlich wieder stattfinden konnten. Im Weltcup gewann sie das erste Saisonrennen in Sakarya und wurde in der Gesamtwertung zum vierten Mal in Folge Zweite hinter Gaia Tormena. Bei den Europameisterschaften errang sie die Silbermedaille und somit den Vize-Titel, bei den Weltmeisterschaften verpasste sie, aufgrund eines Sturzes, als Vierte knapp die Medaillenränge.
2024 startete Fromberger mit einem Sieg in Paris in den Weltcup. Bei den Weltmeisterschaften vor Heimpublikum in Aalen belegte sie den dritten Platz.

## Erfolge
2018
- Weltmeisterschaften – Eliminator XCE

2019
- ein Weltcup-Erfolg – Eliminator XCE

2020
- Europameisterschaften – Eliminator XCE

2022
- zwei Weltcup-Erfolge – Eliminator XCE

2023
- Deutsche Meisterschaft – Eliminator XCE
- Europameisterschaften – Eliminator XCE
- ein Weltcup-Erfolg – Eliminator XCE

2024
- Weltmeisterschaften – Eliminator XCE
- Deutsche Meisterin – Eliminator XCE
- zwei Weltcup-Erfolge – Eliminator XCE

2025
- ein Weltcup-Erfolg – Eliminator XCE